# Оукгерст (Оклахома)
Оукгерст (англ. Oakhurst) — переписна місцевість (CDP) в США, в округах Талса і Крік штату Оклахома. Населення — 2262 особи (2020).

## Географія
Оукгерст розташований за координатами 36°5′5″ пн. ш. 96°3′27″ зх. д. / 36.08472° пн. ш. 96.05750° зх. д. (36.084721, -96.057466).  За даними Бюро перепису населення США в 2010 році переписна місцевість мала площу 14,69 км², з яких 14,69 км² — суходіл та 0,01 км² — водойми.

## Демографія
Згідно з переписом 2010 року, у переписній місцевості мешкало 2185 осіб у 871 домогосподарстві у складі 609 родин. Густота населення становила 149 осіб/км².  Було 1034 помешкання (70/км²).
Расовий склад населення:
| - 76,3 % — білих - 13,8 % — корінних американців - 1,2 % — чорних або афроамериканців - 0,3 % — азіатів - 0,1 % — вихідців з тихоокеанських островів - 1,2 % — осіб інших рас |

До двох чи більше рас належало 7,1 %. Частка іспаномовних становила 4,8 % від усіх жителів.
За віковим діапазоном населення розподілялося таким чином: 22,7 % — особи молодші 18 років, 61,1 % — особи у віці 18—64 років, 16,2 % — особи у віці 65 років та старші. Медіана віку мешканця становила 42,2 року. На 100 осіб жіночої статі у переписній місцевості припадало 99,9 чоловіків;  на 100 жінок у віці від 18 років та старших — 98,6 чоловіків також старших 18 років.
Середній дохід на одне домашнє господарство  становив 45 003 долари США (медіана — 38 092), а середній дохід на одну сім'ю — 52 559 доларів (медіана — 48 059). За межею бідності перебувало 25,5 % осіб, у тому числі 31,8 % дітей у віці до 18 років та 19,0 % осіб у віці 65 років та старших.
Цивільне працевлаштоване населення становило 850 осіб. Основні галузі зайнятості: виробництво — 17,1 %, освіта, охорона здоров'я та соціальна допомога — 16,0 %, будівництво — 14,0 %.